# جاناتان پی. دالیور
جاناتان پی. دالیور (به انگلیسی: Jonathan Prentiss Dolliver) سناتور سابق عضو حزب جمهوری‌خواه ایالات متحده آمریکا بود. وی در سال ۱۹۰۰ تا ۱۹۱۰ میلادی سناتور ایالت آیووا در سنای ایالات متحده آمریکا بود.